# Велика російська енциклопедія (видавництво)
Велика російська енциклопедія (рос. Большая российская энциклопедия; Радянська енциклопедія) — наукове видавництво, федеральне державне унітарне підприємство, яке підпорядковується Росдруку.

## Історія
- 1925 — засноване як акціонерне товариство «Радянська енциклопедія» для випуску 1-го видання Великої радянської енциклопедії.
- 1930–1935 — Державне словниково-енциклопедичне видання.
- 1935–1949 — Державний інститут «Радянська енциклопедія».
- 1939 — приєднання видавництва «Гранат».
- 1949–1959 — Державне наукове видавництво «Велика радянська енциклопедія».
- 1959–1963 — Державне наукове видавництво «Радянська енциклопедія».
- 1963 — злиття з Державним видавництвом іноземних та національних словників, редакціями науково-технічних словників Фізматвидаву.
- 1963–1991 — видавництво «Радянська енциклопедія».
- 1974 — словникові редакції переходять до видавництва «Російська мова».
- З 1991 року — Наукове видавництво «Велика російська енциклопедія».

Дочірньою структурою до 2005 року була наукова редакція словника «Русские писатели. 1800—1917». Цей словник було виключено з БРЕ через переформатування редакторського колективу мовознавства, який очолював Антон Рябов.

## Основні видання

### Універсальні багатотомні енциклопедії
- Велика радянська енциклопедія (ВРЕ) — три видання (і щорічники), 1926–1990.
- Мала радянська енциклопедія (МРЕ) — три видання, 1928–1960.
- Велика російська енциклопедія (ВРЕ) — 27 томів, 28-ий можна вже замовляти (станом на 22 березня 2015 року[3]), видається з 2004 року.
- Коротка російська енциклопедія (КРЕ) — 3 томи, 2003.

### Універсальні енциклопедичні словники
- Радянський енциклопедичний словник (РЕС; 1979—1989)
- Великий енциклопедичний словник (ВЕС; 1992; 2-е вид., 1997)
- Ілюстрований енциклопедичний словник (ІЕС; 1995, 1998; 2-е вид., 2003)
- Новий ілюстрований енциклопедичний словник (НІЕС; 1999, 2003)
- Популярний енциклопедичний словник (ПЕС; 1999)
- Універсальний енциклопедичний словник (УЕС; 1999)
- Російський енциклопедичний словник (РЕС; 2001)
- Новий енциклопедичний словник (НЕС; 2004)
- Великий Російський енциклопедичний словник (ВРЕС; 2008)

### Галузеві й тематичні
- Біологічний енциклопедичний словник — видання 1986.
- Велика медична енциклопедія (ВМЕ) — три видання (1-е — 1928—1936, 35 томів; 2-е — 1956—1964, 36 томів; 3-є — 1974—1988, 29 томів) — спільно з видавництвами «Медицина» й «Медична енциклопедія».
  - Мала медична енциклопедія (ММЕ) — два видання (1-е — 1965—1970, 12 томів; 2-е — 1991—1996, 6 томів).
- Ветеринарний енциклопедичний словник — видання 1981.
- Географічний енциклопедичний словник. Географічні назви — видання 1983; 2-е видання, доповнене 1989.
- Географічний енциклопедичний словник. Поняття й терміни — видання 1988.
- Демографічний енциклопедичний словник — видання 1985.
- Дискретна математика — видання 2004.
- Залізничний транспорт — видання 1994.
- Ймовірність і математична статистика — видання 1999, перевидання 2003.
- Кіно: Енциклопедичний словник — видання 1987 [1986].
- Кінословник (у 2-х томах) — видання 1966.
- Стисла літературна енциклопедія (у 9 томах) (КЛЕ) — видання 1962—1975, доп. 9-й том — 1978.
- Лінгвістичний енциклопедичний словник (ЛЕС) — видання 1990, репринт 1998, 2-е видання 2002.
- Літературний енциклопедичний словник (ЛЕС) — видання 1987.
- Літературна енциклопедія (у 12 томах). Томи 6—9, — видання 1932—1935 (томи 1—5 — видавництво Комуністичної академії; томи 10—11 — «Художня література»).
- Математична енциклопедія
- Математична фізика — видання 1998.
- Математичний енциклопедичний словник — видання 1988.
- Музична енциклопедія у 6 томах — видання 1973—1982.
- Музичний енциклопедичний словник — видання 1990.
- Санкт-Петербург. Петроград. Ленінград: Енциклопедичний довідник — видання 1992.
- Сільськогосподарський енциклопедичний словник — видання 1989.
- Ультразвук. Маленька енциклопедія — видання 1979.
- Фізична енциклопедія у 5‑ти томах — видання 1988—1999.
- Фізичний енциклопедичний словник
- Філософський енциклопедичний словник — видання 1983, перевидано 1989.
- Хімічна енциклопедія у 5‑ти томах — видання 1988—1999.
- Хімічний енциклопедичний словник
- Енциклопедія туриста — видання 1993.
- Юридичний енциклопедичний словник

### Велика радянська енциклопедія
ВРЕ — найвідоміша та найповніша радянська універсальна енциклопедія. Випускалась з 1926 року (перший том першого видання) до 1990 року (останній щорічник).
Мала три видання:
- перше видання (1926–1947) налічувало 65 томів і додатковий том «СРСР» без номера;
- друге видання (1949–1958) налічувало 49 томів, том 50 «СРСР», додатковий том 51 і том 52 «Алфавітний вказівник» у двох книгах (1960);
- третє видання (1969–1978) налічувало 30 томів (том 24 видано у двох книгах: друга, додаткова книга — «СРСР») і додатковий том «Алфавітний іменний вказівник» без номера (1981).

### Велика російська енциклопедія
ВРЕ — універсальна російська енциклопедія. Видається з 2004 року. Нині видано ввідний том «Росія» й 19 нумерованих томів енциклопедії.

### Електронні версії
- Спільно зі студією Multimedia.ru (Autopan) в межах проєкту «Золотий фонд російських енциклопедій»[5] підготовлено електронні версії ВРЕ (3-є видання), ММЕ та ІЕС (НІЕС) на компакт-дисках. Права на онлайн-версії належать порталу «Рубрикон»[6] (частково платний).
- ІЕС — основа «Великої енциклопедії Кирила та Мефодія» компанії «Кирило та Мефодій».